# Béruchet dit la Boulie

Béruchet dit la boulie est un film français réalisé par Béruchet en 1983 et sorti en 1988.

## Synopsis
Béruchet est atteint d’une maladie psychosomatique, « la boulie », due aux effets conjugués de différents facteurs comme surtravail + anxiété + fébrilité amoureuse. Chez Béruchet, la boulie se manifeste notamment par l’anachronisme de son comportement social, par sa maladresse et par sa distraction…

## Fiche technique
| - Titre : Béruchet dit la boulie - Réalisateur : Béruchet - Scénario : Béruchet - Musique : Guy Léonard - Directeur de la photographie : Marcel Grignon - Ingénieur du son : Dominique Jugie - Assistante-réalisateur : Sonia Cauvin - Conseiller technique : Jacques Orth - Monteuse : Nicole Saunier | - Pays de production : France - Date de tournage : 1983 - Société de production : Travelling Films (France) - Distributeur d’origine : Travelling Films - Format : Couleur — Son monophonique — 35 mm - Genre : comédie - Durée : 80 minutes - Date de sortie : France : 7 décembre 1988 |

## Distribution
- Béruchet : Béruchet
- Rahel Fosse : Chloé
- Marco Perrin : le voisin
- Muriel Montossé : la psychiatre
- Georges Lucas : le garagiste
- Mylène Demongeot